# ArchiMate
ArchiMate (/ˈɑːrkɪmeɪt/ AR-ki-mayt, oprindeligt fra Architecture-Animate) er et åbent og uafhængigt sprog til modellering af enterprisearkitektur, der understøtter beskrivelse, analyse og visualisering af arkitektur inden for og på tværs af forretningsdomæner på en utvetydig måde.
ArchiMate er en teknisk standard fra Open Group og er baseret på begreberne i IEEE 1471 (en)-standarden. Det understøttes af forskellige værktøjsudbydere og konsulentfirmaer. ArchiMate er også et registreret varemærke tilhørende Open Group, der har et certificeringsprogram for ArchiMate-brugere, softwareværktøjer og kurser.
ArchiMate adskiller sig fra andre sprog såsom Unified Modeling Language (UML) og Business Process Model and Notation (BPMN) ved at rette sig mod enterprisemodellering.
UML og BPMN er desuden beregnet til en bestemt anvendelse og er begge ret omfattende – indeholdende ca. 150 (UML) og 250 (BPMN) modelleringsbegreber, hvorimod ArchiMate fungerer med omtrent 50 (i version 2.0). Målet med ArchiMate er at være "så lille som muligt" og ikke dække alle tænkelige yderscenarier. For at være let at lære og anvende blev ArchiMate med vilje begrænset "til de begreber, der er tilstrækkelige til at modellere de velkendte 80 % af praktiske tilfælde".

## Udvekslingsformat
Der er udviklet et standardiseret udvekslingsformat til modeller i ArchiMate 2.1 og 3.0. Dette er et XML-/XSD-baseret filformat og beregnet til udveksling snarere end at være et vedvarende filformat.